# فرانثيسكو كاسابيا
فرانسيسكو كازافيلا (بالاسبانية: Francisco Casavella) كتب إ حكمسباني معروف ولد في برشلونة  في (15 أكتوبر 1963 وتوفي عام 17 ديسمبر 2008) 

## جوائزه
* جائزة نادال 2009

## أعماله
- The Triumph (1990Versal),
- Stay (1993,)
- A Spanish dwarf commits suicide in Las Vegas (1997, )
- The secret of festivals (1997, )
- On the Watusi. The fierce games (2002, )
- On the Watusi. Wind and jewels (2002, )
- On the Watusi. The language impossible (2003, Mondadori)
- What I know of the Vampires (2008, ), جائزة نادال 2008

## روابط خارجية
- فرانثيسكو كاسابيا على موقع IMDb (الإنجليزية)
- فرانثيسكو كاسابيا على موقع قاعدة بيانات الفيلم (الإنجليزية)